# Emilio Santarelli
Emilio Santarelli (Firenze, 1º agosto 1801 – Firenze, 29 ottobre 1886) è stato uno scultore italiano.

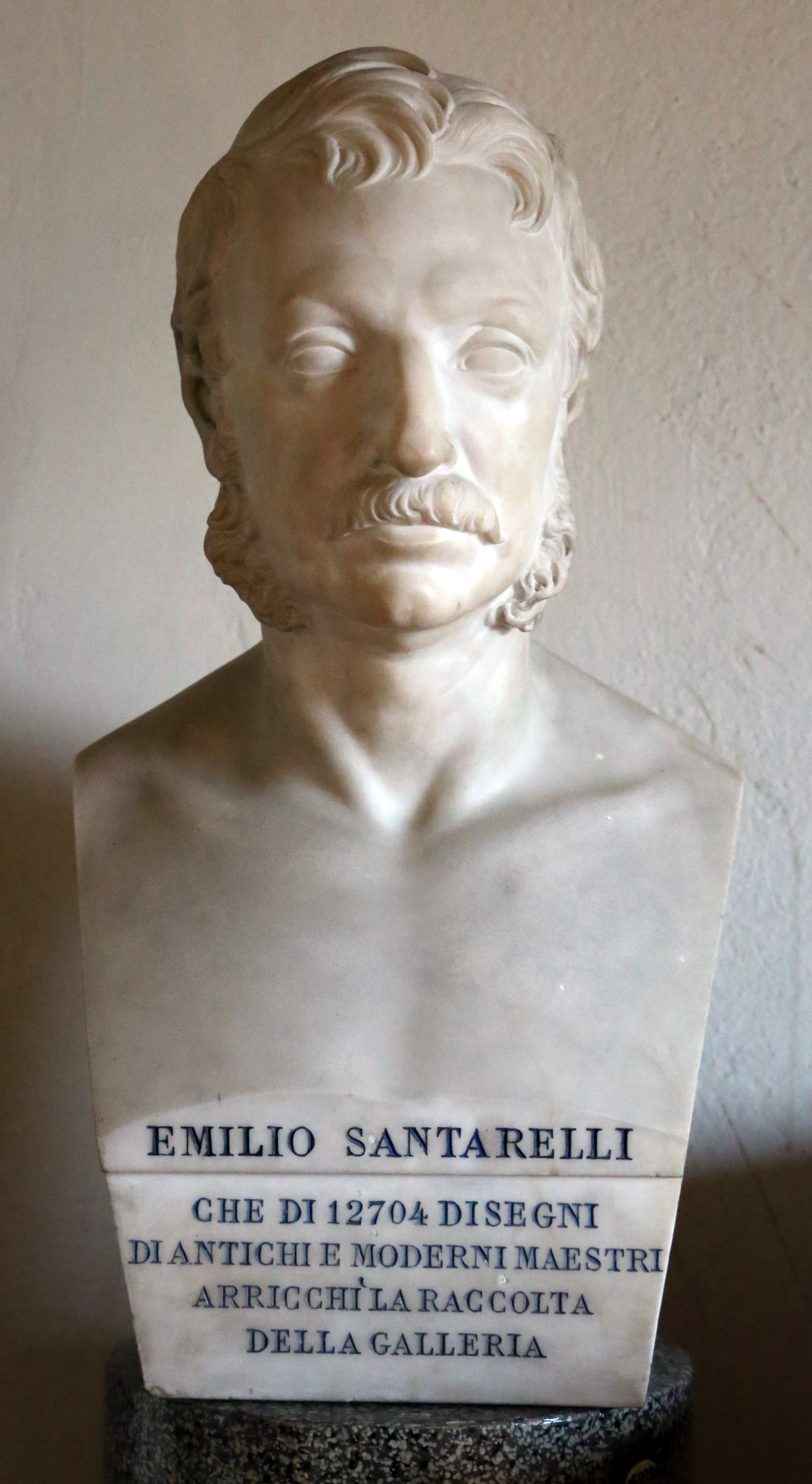
Vincenzo Consani, Busto di Emilio Santarelli, al GDSU

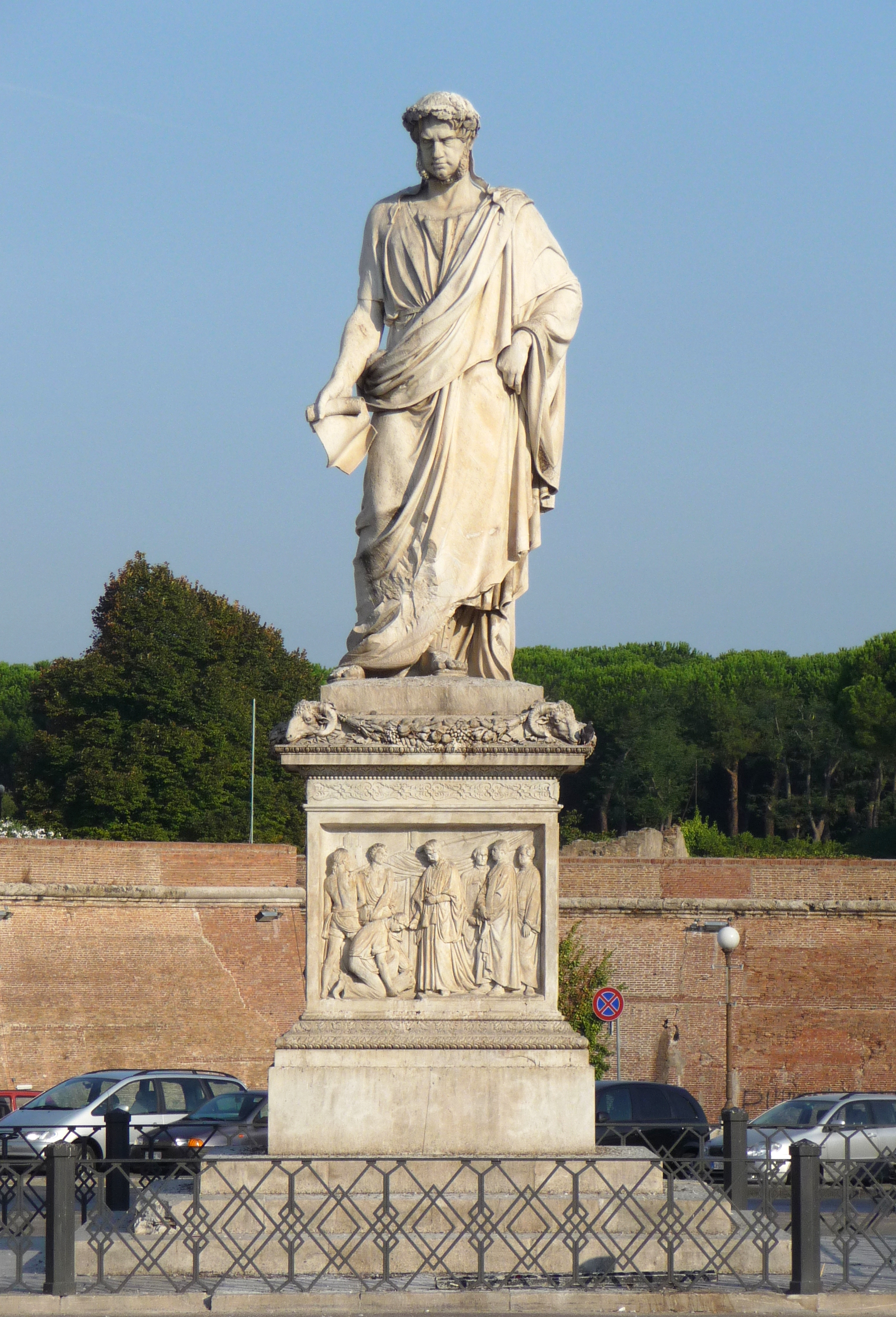
Statua di Leopoldo II in piazza della Repubblica, Livorno

Famoso soprattutto per aver donato un'ampia collezione di disegni agli Uffizi.

## Biografia
Il padre, Giovanni Antonio Santarelli abruzzese di Manoppello, morto a Firenze nel 1826, fu incisore e modellatore in cera.
Emilio studiò all'Accademia di Belle Arti di Firenze, vincendo il premio triennale di scultura nel 1824.
Giovanissimo, nel 1828 lavorò nella basilica di Santa Croce, dove François-Xavier Fabre gli affidò la realizzazione del monumento alla contessa d'Albany Luisa di Stolberg-Gedern. Sempre nella basilica fiorentina eseguì il monumento a Giovan Vincenzo Alberti, mentre per Santo Spirito realizzò il bassorilievo di Cristo e la Veronica (1832). Suo il bassorilievo alla base del monumento a Pietro Leopoldo in piazza Santa Caterina a Pisa, inaugurato nel 1833. Nel 1842, per il portico degli Uffizi scolpì la statua di Michelangelo.
Intorno al 1855, a Livorno, nell'odierna piazza della Repubblica, realizzò il monumento a Leopoldo II in sostituzione dell'originaria scultura eseguita da Paolo Emilio Demi, abbattuta a seguito dei moti rivoluzionari del 1849.
Suoi sono anche il Monumento in memoria di Alessandro Gherardesca nel Camposanto monumentale di Pisa (1853) e le decorazioni a stucco della cappella della Madonna a San Romano (PI).
Emilio Santarelli acquistò un orto dietro la basilica di Santa Maria del Carmine in Oltrarno, a Firenze, dove fece costruire il proprio palazzo. Nell'annesso giardino, oggi noto come giardino Nidiaci, diede vita a una vasta collezione di fiori, in particolare di camelie di cui creò due nuove specie: la "Giardino Santarelli" e la "Bella d'Ardiglione"..
Scolpì la figura allegorica la Fortezza del forte volere alla base del grande monumento a Cristoforo Colombo a Genova, realizzato da Lorenzo Bartolini. Eseguì numerosi ritratti alcuni dei quali sono conservati al Museo Fabre di Montpellier.
Ha realizzato il monumento a Luisa Stolberg-Gedern nella Cappella Castellani, insieme a Luigi Giovannozzi, su disegno di Charles Percier; il busto di Raffaello d'Urbino nel Cenacolo di Fuligno; Preghiera dell'innocenza, conservato al Museo d'arte moderna di Genova; la statua nella nicchia dietro l'altare nella chiesa di San Giuseppino a Firenze, copia di quella a Montpellier; il mausoleo di Giuseppe Bezzuoli e il suo busto nella Galleria Nazionale d'Arte Moderna di Palazzo Pitti; il busto di Don Pirro Palazzeschi (1855) nella chiesa di San Frediano, un San Sebastiano e una Madonna nella chiesa della Misericordia; i busti degli scienziati nel Museo di Storia Naturale; una statua del Buon pastore esposta anche alla "Mostra italiana" del 1861; un Narciso conservato al Museo dell'Ermitage del 1855.
Nel 1866 donò la sua intera collezione alla galleria degli Uffizi, composta da 12461 disegni originali di diversi artisti antichi e moderni con un catalogo manoscritto con la descrizione di ciascun disegno. I disegni furono esposti nel Corridoio vasariano, aperto proprio in quegli anni. 
La Collezione Santarelli rappresenta la più grande donazione al Gabinetto dei disegni e delle stampe e circa un quarto dell'intera raccolta dei disegni.
Nel 1871 a Lipsia vendette la sua ampia collezione di libri, stampe e ritratti incisi.
Un anno dopo la sua morte la vedova mise in vendita 26 statue in marmo e 25 gessi originali del marito.
È stata formulata l'ipotesi che fosse figlio di François-Xavier Fabre perché continuò a fargli donazioni nel corso di tutta la sua vita e Fabre nominò Emilio Santarelli erede di tutti i propri beni non artistico-letterari. È probabile che Fabre lasciò alcuni dei suoi disegni a Santarelli, alcuni dei quali già appartenuti a Vittorio Alfieri dal quale aveva a sua volta ereditato tramite la Contessa d'Albany.